# Житни магацин и котарка у Новом Милошеву
Житни магацин и котарка у Новом Милошеву су грађевине које су биле део некад моћног и богатог властелинског имања Ласла Kарачоњија у некадашњој Беодри, данас Ново Милошево.
Дворац Ласла Kарачоњија убраја се у тип пољског (руралног) дворца који је изграђен ван урбаних градских насеља, а по правилу је био окружен економским зградама, чија је улога била омогућавање функционисања имања током целе године. Дворац је био објекат за становање, али и центар управљања имањем.
У непосредној околини дворца, са јужне стране, налазиле су се економске зграде од којих је преостала једино зграда некадашње коњушнице, док се, преко пута ограђеног имања, наспрам дворца, и даље налази „пољопривредни град” кога чине  житни магацин, котарка и управна зграда са радионицама. Ове грађевине потичу из четврте деценије 19. века (1834) и представљају најстарији грађевински слој велепоседа. Подигнуте су од чврсте грађе, са класицистичком обрадом фасада. Стилски потпуно усклађене са дворцем и коњушницом, чине редак, јединствен и добро очуван комплекс некадашњег властелинског имања. Након Другог светског рата, дворац је национализован, а пољопривредни град је постао део земљорадничке задруге која је и данас корисник.

## Житни магацин
Житни магацин је  масивна грађевина правоугаоне основе постављена на регулациону линију улице. Има три етаже: приземље, спрат и таван, а испод целе површине објекта налази се подрум. Фасада је једноставно декорисана. На предњој и бочним фасадама налази се улазни портик мањих димензија са дорским стубовима  који држе двоводни кров са троугаоним забатом. Kров је двоводан и покривен бибер црепом. Међуспратна и кровна конструкција је дрвена, а у унутрашњости магацина сачувана је целокупна дрвена конструкција за складиштење жита.
Kонзерваторско – рестаураторски радови трајали су од 2010. до 2017. године. Након завршених радова, ентеријер је добио нову намену – у приземљу и на спрату се налази поставка.

## Котарка
Kотарка за кукуруз је обликована у духу класицизма, подигнута 1834. године, отприлике кад и житни магацин. Изразито је издужене основе, постављена дуж леве границе парцеле и повучена од регулационе линије улице. Склоп објекта чини котарка од дрвених летава, издигнута изнад земље и постављена на зидане ступце и отворени трем са колонадом стубова са дорским капителима који носе архитравну греду. Почетком века предњи део трема је затворен зидовима и претворен у стамбени простор. Забати су троугласти, профилисаних ивица, са таванским отвором у виду лунете. Kров је двоводан и покривен бибер црепом.
Након Другог светског рата, котарка се нашла у саставу Земљорадничке задруге.
Kонзерваторско – рестаураторски радови започети су 2007. године, а приведени крају 2012. године, када је цела котарка ревитализована и претворена у завичајну збирку.

## Галерија
- Житни магацин - дворишна фасада
- Житни магацин - ентеријер приземља
- Житни магацин - ентеријер спрата
- Котарка - задњи део
- Лав чувар грба породице Карачоњи
- Котарка - поставка